# Оверолл, Скотт
Скотт Оверолл — британский легкоатлет, бегун на длинные дистанции.
В 2010 году выступил на чемпионате мира в помещении в Дохе. Он бежал дистанцию 3000 метров, на которой не смог выйти в финал. На Олимпийских играх 2012 года занял 61-е место в марафоне, показав время 2:22.37.

## Достижения
- 2011: Берлинский марафон — 2:10.55 (5-е место)
- 2012: Нью-Йоркский полумарафон — 1:01.25 (8-е место)
- 2012: Фукуокский марафон — 2:14.15 (13-е место)
- 2014: Лондонский марафон — 2:19.55 (19-е место)
- 2014: Берлинский марафон — 2:13.00 (14-е место)